# 리오 그란데 밸리 그란데스
리오 그란데 밸리 그란데스는 미국의 축구팀이다. 미국 텍사스주 맥앨런 시를 연고지로 하며 USL 프리미어 디벨로프먼트 리그에 참가하고 있다. 홈구장과 유니폼은 아직 알려지지 않았다.

## 선수 명단

### 현역
- 기예르모 플라마리크
- 노에 데 로스 산토스
- 마리오 자모라
- 마리오 페레즈
- 미사엘 로페즈
- 알렉산드로 곤잘레스
- 알폰소 카바조스
- 에두아르도 알바레즈
- 오마르 아포다카
- 오스카 발렌시아
- 크리스토퍼 메디나
- 프레드릭 에크발
- 브라이언 하디